# Janell Burse
Janell Latrice Burse (New Orleans, 19 maggio 1979) è un'ex cestista statunitense, professionista nella WNBA.

## Carriera
È stata selezionata dalle Minnesota Lynx al secondo giro del Draft WNBA 2001 (28ª scelta assoluta).

## Palmarès
- Campionessa WNBA (2004)